# Piet Uys

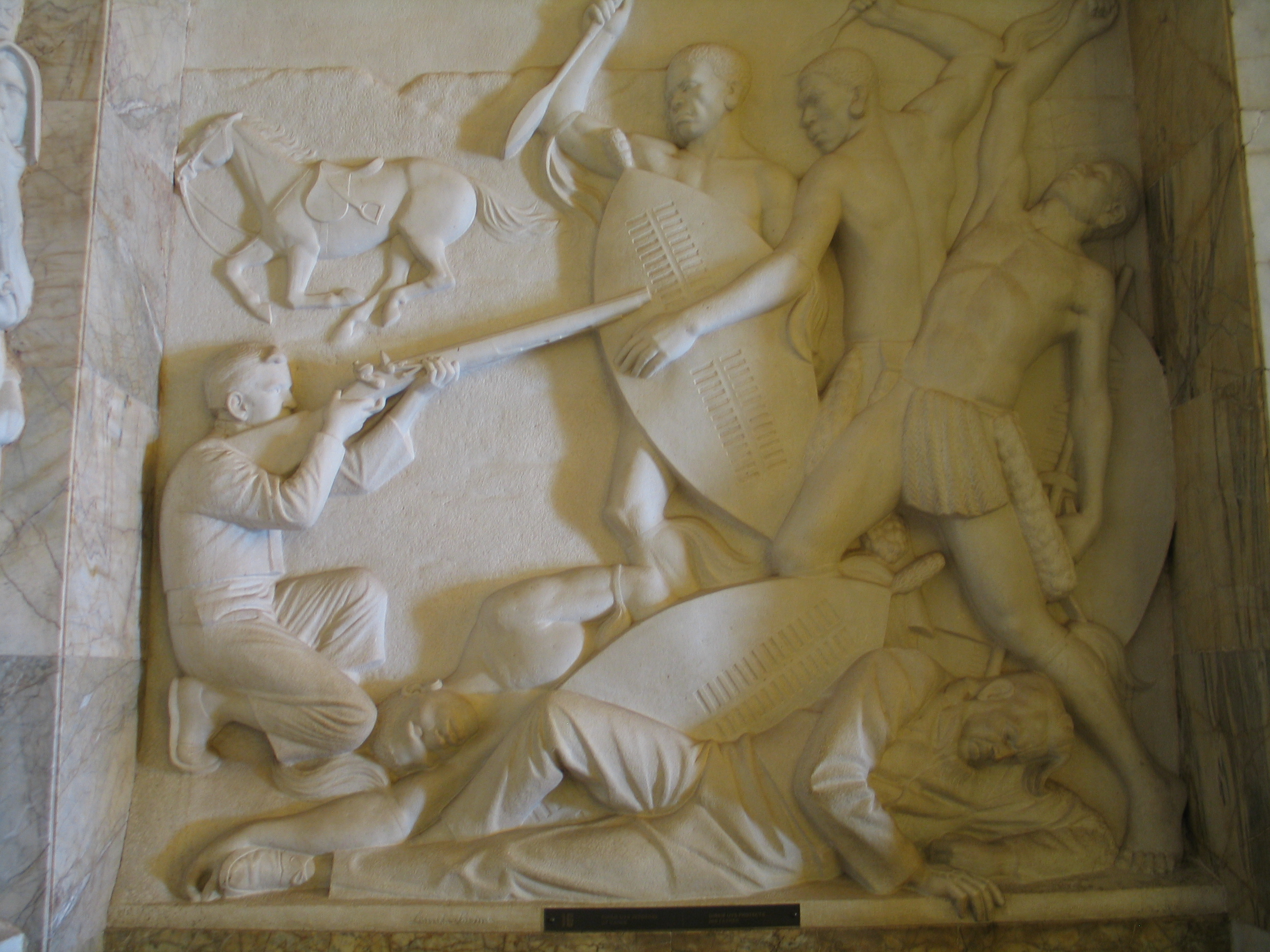
Muerte de Piet Uys y de su hijo Dirkie en la batalla. Relieve en un friso del Monumento al voortrekker.

Petrus Lafras Uys (más comúnmente conocido como Piet Uys) (1797-1838) fue un líder Voortrekker durante el Gran Viaje dificultoso (Great Trek).
Nació en Swellendam, el tercer hijo (de seis) de Jacobus Johannes Uys (apodado Koos Bybel (Biblia) debido a sus creencias religiosas). En 1823 Piet Uys se mudó a una granja en la zona de Humansdorp cerca de Uitenhage junto con su padre.
Uys se casó con una prima, Alida Maria Uys, en 1815. La pareja tuvo tres hijos. Se lo ha descrito como "un hombre elocuente, inteligente" con un amplio círculo de amigos, incluyendo al Gobernador de la Colonia del Cabo, Sir Benjamin d'Urban y al Coronel Harry Smith. Su conducta durante las guerras de Frontera del Cabo lo condujeron a asumir un papel de mando a la edad relativamente joven de 37 años. A consecuencia de esto, Uys fue elegido para conducir "Comisión del Viaje dificultoso" a Natal en 1834, donde visitó Puerto Natal y también puede que se haya encontrado con Dingane.
Después de esta exitosa expedición de reconocimiento, el grupo volvió a Uitenhage en febrero de 1835. Los informes favorables subsecuentes de la Comisión motivaron a muchos granjeros a dejar sus granjas y emigrar al interior del África del Sur, en lo que más tarde se hizo conocido como el Gran Viaje dificultoso. Uys vendió su propia granja en diciembre de 1836 y dejó la zona de Uitenhage con su grupo de 100 Voortrekkers (como se hicieron conocidos) en abril de 1837.
El 29 de junio del mismo año, el viajero emigrante (trek) Uys llegó al laager (círculo de carretas de bueyes) combinado Voortrekker del Río Sand donde, sin saberlo ellos, Piet Retief había sido elegido Gobernador y redactada una constitución. Uys rechazó aceptar a cualquiera e insistió en que, una vez que ellos hubieran alcanzado Natal, deberían celebrar elecciones democráticas. También propuso una constitución basada en la de los Estados Unidos de América.
Uys entonces recibió una petición por Andries Potgieter para ayudarle contra los Matabeles y su líder, Mzilikazi, que lo habían derrotado recientemente. Un comando conducido por Uys respondió, y sus fuerzas combinadas finalmente condujeron a los Matabeles a lo que es ahora el país de Zimbabue, abriendo el área del Highveld para futuros pobladores.
A su vuelta al laager, los hombres encontraron que Retief se había marchado ya para Natal. Uys y Potgieter posteriormente viajaron con un grupo de emigrantes a Natal para visitar Retief, pero se había ido hacia donde más tarde se conocería como el Estado Libre de Orange, después de hacerlos sentirse inoportunos.
Sin embargo, después de la masacre de Retief y sus hombres por Dingane y los ataques zulús subsecuentes contra los laagers Voortrekker en Natal, comandos conducidos por Uys y Potgieter montaron en su ayuda. Durante la subsecuente batalla de Italeni tanto Uys como su segundo hijo, Dirkie, fueron muertos. Uys fue el único líder Voortrekker en ser muerto en batalla durante el Gran Trek.